# شارع ولي عصر
شارع ولي عصر (بالفارسية: خیابان ولی‌عصر) هو أطول شارع مُشَّجر في الشرق الأوسط كما ويُعتبَر أقدم وأهم الشوارع في طهران، حيث يقطع شارع ولي العصر العاصمة طهران إلى شقين متساويين تقريباً، من شمالها إلى جنوبها، ينطلق من ساحة سكة الحديد (ميدان راه آهن) جنوب العاصمة إلى ساحة تجريش (ميدان تجريش) شمالها. وبسبب الأهمية التي يحظى بها الشارع الذي يبلغ طوله 37 كيلومتر، وضعته الجمهورية الإسلامية الإيرانية ضمن التراث الثقافي لها. في عام 1933 ميلادي تم لأول مرة تعبيد شارع ولي عصر بالإسفلت، وفي عام 1942 ميلادي افتُتِح الشارع امام جميع المواطنين للتردد عبره، بعد ما كان حكراً على عائلة الشاه الحاكمة آنذاك. ويتميز شارع ولي عصر بأشجاره الباسقة ومحلاته واسواقه التجارية الفخمة وبناياته الحديثة ومع كل هذه الأشياء الجميلة التي يقدمها هذا الشارع الذي يختصر مدينة طهران، يمكن اعتباره مزيجاً من الثقافة الإيرانية والجمال، وخليط من التاريخ والحنين إلى الطبيعة. وتتشكل على طرفي شارع ولي عصر، آلاف الامتار من الارصفة، وحوالي 11 الف (شجرة دلب) تبلغ اعمارها نحو 90 عاماً، وارتفاعها ما بين 20 و 50 متراً، ومن مزايا هذه الشجرة انها مقاومة للجفاف.

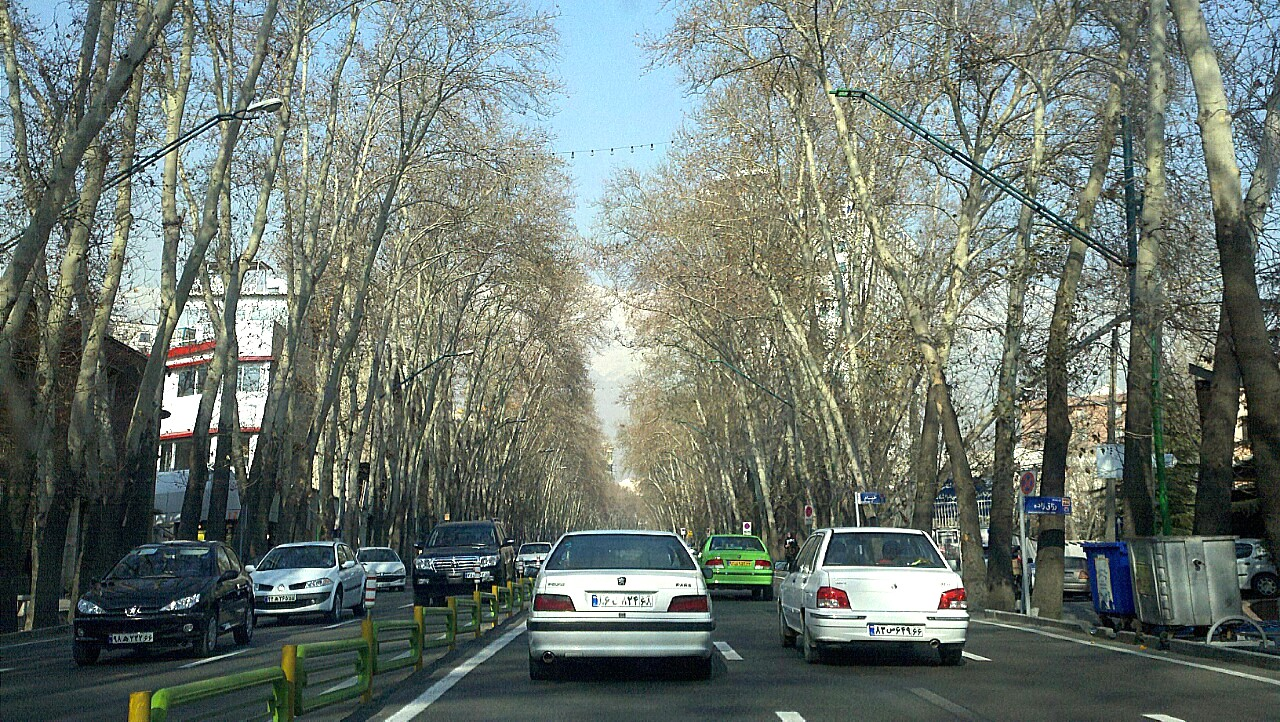
يعد شارع ولي عصر أحد أطول الشوراع المُشَّجرة في العالم وفقاً لما ذكره صحفي هيئة الإذاعة البريطانية راجح عمر في وثائقي حمل اسم «أهلاً وسهلاً في طهران».

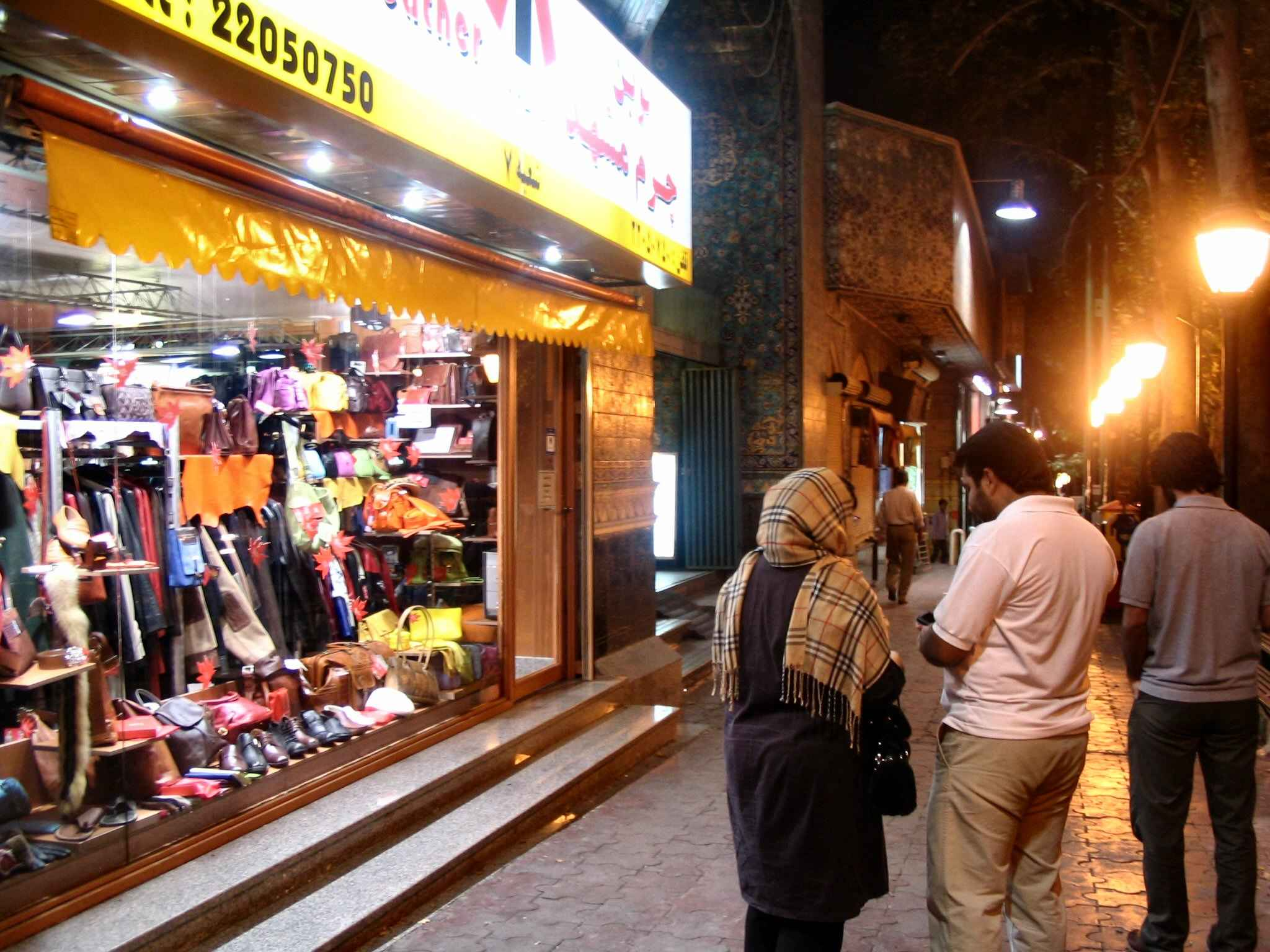
أحد المحلات التجارية في الشارع عام 2006

## التاريخ
يمتد شارع ولي عصر على مسافة 37 كيلومتر من شمال العاصمة طهران إلى جنوبها. ذات يوم، قرر شاه إيران رضا بهلوي أن ينشيء طريقاً يربط قصره الصيفي في جنوب إيران بقصره الشتوي في أقصى الشمال، فتم اختيار المهندس فردوسي، أحد المهندسين في بلدية طهران، لهذه المهمة، وعلى يديه أبصر شارع ولي عصر النور. وقد كان اسم الشارع في البداية، «جادة بهلوي الخاصة» (اسم عائلة الشاه)، ثم أُطلِق عليه اسم شارع بلهوي، ثم شارع مصدق (نسبةً إلى رئيس الوزراء الإيراني الأسبق محمد مصدق قائد الثورة المدنية على الشاه بداية الخمسينات من القرن الماضي)، وأخيراً بعد انتصار الثورة الإسلامية تمت تسميته شارع ولي عصر.

## مميزات
يجاور شارع ولي عصر، العديد من المراكز الحكومية والخاصة، والقصور، والمتاحف، والحدائق، والمحال التجارية، مثل : حديقة الحيوانات وحديقة الشعب (بارك ملت)، حديقة ساعي، مؤسسة التلفزيون والإذاعة، وعدد من السفارات الاجنبية، قصر المرمر، قصر سعداباد ( قصر الملك الشاهنشاهي )، مسرح المدينة، أهم المستشفيات، وأشهر المطاعم، وارقى الفنادق، ادارات حكومية، وغيرها. كما وتم تحويل الأشجار اليابسة في الشارع على يد عدد من الفنانين الإيرانيين إلى أعمال فنية وذلك برعاية بلدية طهران بالتزامن مع يوم التشجير في إيران. حيث اشترك 35 فنان تشكيلي في إنجاز هذا المشروع الذي يُعتبَر سلسلة من برامج فصل الربيع في طهران.